# Marco D'Altrui
Marco D'Altrui (né le 25 avril 1964 à Naples) est un joueur et un entraîneur de water-polo italien.

## Palmarès
Il remporte le titre olympique aux Jeux de Barcelone en 1992.

## Vie privée
Il est le fils de Giuseppe D'Altrui qui figure comme lui sur la liste des membres de l'International Swimming Hall of Fame depuis 2010.